# Jadotia
Jadotia is een kevergeslacht uit de familie van de boktorren (Cerambycidae). De wetenschappelijke naam van het geslacht werd voor het eerst geldig gepubliceerd in 2008 door Meunier.

## Soorten
Jadotia is monotypisch en omvat slechts de volgende soort:
- Jadotia adlbaueri Meunier, 2008